# Рек, Ганс
Ганс Рек (нем. Hans Reck; 24 января 1886, Вюрцбург— 4 августа 1937, Лоуренсу-Маркеш, Португальская Восточная Африка) — немецкий геолог, специализировался на вулканологии, палеонтолог.

## Биография
В 1908 году вместе с авантюристкой Иной фон Грумбков (нем. Ina von Grumbkow) отправляется в Исландию, где исследует местные вулканы, среди прочих также Тунгнафедльсйёкюдль.
9 февраля 1912 года женится на Ине фон Грумбков. В дальнейшем, вместе с женой, занимается исследованием Африки. Проводит раскопки на холме Тендагуру (Tendaguru) (юго-восток нынешней Танзании) в Германской Восточной Африке для Берлинского музея естественной истории. В 1913 году в ходе исследования ущелья Олдувай, проводившегося Гансом Реком, в слое пород, возраст которого оценивается приблизительно в 1,5 миллиона лет, был обнаружен скелет гоминида. Возраст найденных останков стал предметом спора — они могли оказаться на одном из нижних горизонтов в результате захоронения. Однозначного разрешения спор не получил.
В ходе Первой мировой войны был интернирован британской армией на четыре года. По окончании войны получает должность профессора в Берлинском университете имени Гумбольдта. После досрочного выхода на пенсию отправляется в экспедицию в Португальскую Восточную Африку, в ходе которой умирает от сердечного приступа в Лоуренсу-Маркеш (нынче город Мапуту, Мозамбик) 4 августа 1937 г.

## Научные работы
С 1923 года занимал должность одного из редакторов научного журнала «Zeitschrift für Vulkanologie». Основная научная работа Ганса Река была посвящена изучению вулкана Санторин. Впоследствии, именно за неё ему была присуждена почетная докторская степень в Афинском университете.
Под авторством Ганса Река были опубликованы следующие работы:
- Die Hegau-Vulkane (Berlin, 1923)
- Oldoway. Die Schlucht des Urmenschen (Leipzig, 1933)
- Santorin. Der Werdegang eines Inselvulkans und sein Ausbruch (3 Bände, Berlin, 1936)
- в соавторстве с Ludwig Kohl-Larsen: Erster Überblick über die jungdiluvialen Tier-und Menschenfunde Dr. Kohl-Larsens im nordöstlichen Teil des Njarasa-Grabens (Ostafrika). In: Geologische Rundschau 27, 1936, S. 401—441